# Lista över fornlämningar i Hudiksvalls kommun (Delsbo)
Lista över fornlämningar i Hudiksvalls kommun (Delsbo) är en förteckning av ett urval av de fornlämningar som finns i Delsbo i Hudiksvalls kommun.
| Namn                    | Lämningstyp  | Tillkomsttid | Historisk indelning | Plats | Läge                 | ID-nr          | Bild                                 |
| ----------------------- | ------------ | ------------ | ------------------- | ----- | -------------------- | -------------- | ------------------------------------ |
| Holbacken (Delsbo 6:1)  | Gravfält     |              | Delsbo, Hälsingland |       | 61.813500, 16.588253 | 10240000060001 | Ladda upp en bild av detta fornminne |
| Delsbo 7:1              | Hög          |              | Delsbo, Hälsingland |       | 61.810474, 16.565503 | 10240000070001 | Ladda upp en bild av detta fornminne |
| Delsbo 7:2              | Hög          |              | Delsbo, Hälsingland |       | 61.810346, 16.565920 | 10240000070002 | Ladda upp en bild av detta fornminne |
| Delsbo 7:3              | Stensättning |              | Delsbo, Hälsingland |       | 61.810452, 16.565818 | 10240000070003 | Ladda upp en bild av detta fornminne |
| Delsbo 9:1              | Hög          |              | Delsbo, Hälsingland |       | 61.817683, 16.569795 | 10240000090001 | Ladda upp en bild av detta fornminne |
| Delsbo 9:2              | Hög          |              | Delsbo, Hälsingland |       | 61.817591, 16.569691 | 10240000090002 | Ladda upp en bild av detta fornminne |
| Gubbåkern (Delsbo 12:1) | Gravfält     |              | Delsbo, Hälsingland |       | 61.815780, 16.556381 | 10240000120001 | Ladda upp en bild av detta fornminne |
| Delsbo 15:1             | Hög          |              | Delsbo, Hälsingland |       | 61.819823, 16.561473 | 10240000150001 | Ladda upp en bild av detta fornminne |
| Delsbo 15:2             | Hög          |              | Delsbo, Hälsingland |       | 61.819905, 16.561225 | 10240000150002 | Ladda upp en bild av detta fornminne |
| Delsbo 15:3             | Hög          |              | Delsbo, Hälsingland |       | 61.819786, 16.560596 | 10240000150003 | Ladda upp en bild av detta fornminne |
| Delsbo 20:1             | Runristning  |              | Delsbo, Hälsingland |       | 61.819235, 16.560942 | 10240000200001 | Ladda upp en bild av detta fornminne |
| Delsbo 21:1             | Stensättning |              | Delsbo, Hälsingland |       | 61.802572, 16.568855 | 10240000210001 | Ladda upp en bild av detta fornminne |
| Delsbo 24:1             | Stensättning |              | Delsbo, Hälsingland |       | 61.819067, 16.561190 | 10240000240001 | Ladda upp en bild av detta fornminne |
| Delsbo 24:2             | Stensättning |              | Delsbo, Hälsingland |       | 61.818962, 16.560743 | 10240000240002 | Ladda upp en bild av detta fornminne |
| Delsbo 25:1             | Stensättning |              | Delsbo, Hälsingland |       | 61.801306, 16.563641 | 10240000250001 | Ladda upp en bild av detta fornminne |
| Delsbo 54:1             | Stensättning |              | Delsbo, Hälsingland |       | 61.729362, 16.648816 | 10240000540001 | Ladda upp en bild av detta fornminne |
| Delsbo 54:2             | Stensättning |              | Delsbo, Hälsingland |       | 61.729335, 16.648641 | 10240000540002 | Ladda upp en bild av detta fornminne |
| Delsbo 54:3             | Stensättning |              | Delsbo, Hälsingland |       | 61.729258, 16.649039 | 10240000540003 | Ladda upp en bild av detta fornminne |
| Delsbo 237              | Fäbod        |              | Delsbo, Hälsingland |       | 62.018212, 16.604116 | 12000000054158 | Ladda upp en bild av detta fornminne |